# Giorgio Bornacin
Giorgio Bornacin (Omegna, 24 novembre 1949 – Genova, 17 marzo 2023) è stato un politico italiano.

## Biografia

### I primi anni
Figlio del professor Sergio Bornacin, storico dirigente genovese del Movimento Sociale Italiano, da giovanissimo Giorgio Bornacin aderì prima alla Giovane Italia, organizzazione giovanile del MSI, poi dai primi anni settanta diresse il Fronte Universitario d'Azione Nazionale di Genova e nel 1976 fu eletto alle elezioni universitarie nel Consiglio di Amministrazione dell’Università degli Studi di Genova e nel Consiglio di Facoltà di Lettere. Diplomatosi all'Istituto superiore di educazione fisica fu professore di Educazione fisica.

### La politica

Genova, comizio di Bornacin con Giorgio Almirante. Bornacin era considerato uno degli uomini più vicini al Segretario Nazionale in Liguria

Nel 1980 fu anche eletto in regione Liguria per il Movimento Sociale Italiano - Destra Nazionale in seguito alle dimissioni del deputato Cesco Giulio Baghino che gli lasciò il posto e fu eletto Capogruppo al Consiglio Regionale, continuando a ricoprire tale incarico sino al 1996. Sempre negli anni novanta fu eletto anche consigliere comunale ad Albenga. In quegli anni fu uno dei riferimenti storici della corrente almirantiana in Liguria.
Nel 1994 in occasione della svolta di Fiuggi seguì Gianfranco Fini in Alleanza Nazionale.
Nel 1996 venne eletto al Senato della Repubblica per Alleanza Nazionale. Fu membro della 8ª Commissione permanente (Lavori pubblici, comunicazioni), della Commissione parlamentare questioni regionali, della Commissione consultiva riforma pubblica amministrazione.
Nel 2001 venne eletto alla Camera dei deputati per Alleanza Nazionale, distinguendosi in questa legislatura per gli interventi a favore del trattamento pensionistico degli spedizionieri doganali.
Nel 2006 venne eletto al Senato della Repubblica per AN, confermando il proprio seggio anche alle elezioni politiche del 2008 con PDL. Fu segretario della 10ª Commissione permanente (Industria, commercio, turismo).
Il 29 settembre 2010 venne nominato Coordinatore Metropolitano del PDL di Genova. Il 29 marzo 2011 co-firmò un disegno di riforma costituzionale per abolire la XII norma della Costituzione italiana, che vieta "la riorganizzazione, sotto qualsiasi forma, del disciolto Partito Fascista".
Alle Elezioni politiche in Italia del 2013 non fu ricandidato in Parlamento. Dopo la dissoluzione del PDL rimase tesserato a Forza Italia che lasciò nel 2015. Allontanatosi gradualmente dalla politica attiva, continuò a sostenere iniziative politiche come la proposta di disporre la tumulazione della MOVM Luigi Ferraro al cimitero di Staglieno nel Pantheon dedicato ai genovesi illustri. Aveva mantenuto una profonda amicizia con l'ex "colonnello" di Alleanza Nazionale Maurizio Gasparri.
Morì a Genova il 17 marzo 2023 all'ospedale San Martino dove era stato ricoverato la sera prima in seguito ad un malore; da tempo soffriva di problemi cardiaci e poco tempo prima del decesso era stato operato.